# Myu (作曲家)
myu（みゅう）は、日本の女性作曲家、編曲家、音楽プロデューサー。11月18日生まれ。血液型はAB型。大分県出身。

## ディスコグラフィ

### 楽曲提供
refio+霜月はるか
- 透明シェルター（2004年11月25日） - TVアニメ「ローゼンメイデン」EDテーマ

kukui
霜月はるか（ボーカル・作詞）とのユニット。詳細はkukuiを参照。
- 光の螺旋律（2005年11月23日） - TVアニメ「ローゼンメイデン・トロイメント」EDテーマ
- Little Primrose（2006年1月25日）
- Starry Waltz（2006年4月26日）
- Leer Lied レーアリートローゼンメイデンベストアルバム（2007年4月25日）
- コンコルディア（2007年5月23日）
- 箱庭ノート（2007年10月24日）
- 瞬間シンパシー（2010年9月10日）

Annabel
- My heaven（2009年8月26日) - TVアニメ「CANAAN」EDテーマ
- Light of Dawn（2009年11月6日） - TVアニメ「戦う司書」EDテーマ
- 証（2010年） - TVアニメ「刀語」第九話 EDテーマ
- anamnesis（2012年2月8日） - TVアニメ「Another」EDテーマ
- シグナルグラフ（2012年7月25日） - TVアニメ「恋と選挙とチョコレート」OP主題歌
- miniascape（2012年11月28日）
- スモルワールドロップ（2013年4月24日） - TVアニメ「RDG レッドデータガール」OP主題歌
- Alternative（2013年8月7日） - TVアニメ「新アニメ版 ローゼンメイデン」EDテーマ

結城アイラ
- Dominant space（2010年2月10日） - TVアニメ「戦う司書 The Book of Bantorra」EDテーマ

piparkakku（chie fukami & myu）
深水チエとのユニット
- 1st album「SweetsPops*01」（2013年10月27日）
- 1st EP「anemone」（2014年04月27日）
- 2nd album「SweetsPops*02」（2014年10月26日）

TRUE
- Les serments de chasteté 〜純潔の誓い〜（2015年3月15日） - TVアニメ「純潔のマリア」挿入歌

織田かおり
- 紅結び（2015年6月25日） - PlayStation Vita「忍び、恋うつつ -雪月花恋絵巻-」オープニングテーマ[2]
- ふたり綾とり（2015年6月25日） - PlayStation Vita「忍び、恋うつつ -雪月花恋絵巻-」エンディングテーマ[2]
- Chang（2016年2月10日） - シングル「ゼロトケイ」収録曲[3]

### 劇伴
- TVアニメ「IZUMO -猛き剣の閃記-」（2005年）
- TVアニメ「うたわれるもの」（2006年、仲村美悠名義、安瀬聖と共同）
- TVアニメ「伝説の勇者の伝説」（2010年、仲村美悠名義）
- TVアニメ「魔乳秘剣帖」（2011年、仲村美悠名義）
- TVアニメ「RDG レッドデータガール」（2013年、伊藤真澄と共同）
- TVアニメ「神クズ☆アイドル」（2022年）[4]
- TVアニメ「でこぼこ魔女の親子事情」（2023年）